# Abou Nur al Andalousi
Abu Nur al Andalusi (? - Malí, febrero de 2016) también conocido como Abu al-Nur Al-Andalusí apodado "el español" fue un yihadista de nacionalidad española que durante muchos años vivió en la ciudad autónoma de Melilla aunque no había nacido allí -en un video póstumo uno de sus compañeros viene a decir que era de Badajoz- y se marchó a Malí donde se incorporó a las milicias yihadistas del norte del país.
Su nombre estaba incluido en una lista de los servicios de seguridad de los 150 españoles que habían salido del país para unirse a los grupos yihadistas.
LLegó a ser el jefe de la Katiba al-Quds, una milicia que opera en el norte de Malí.
En 2015 lanzó un mensaje a los musulmanes residentes en España para que se sumaran a la yihad.
En septiembre de 2015 apareció en un vídeo reivindicando una emboscada contra los cascos azules de la MINUSMA.
Murió en una operación del ejército francés en el norte de Malí, en la región de Tombuctú en febrero de 2016 indentificándolo como miembro de la katiba al-Furqan.

## Vídeo póstumo
En 2017 la productora al-Andalusi, dependiente de Al-Qaeda en el Magreb Islámico, emitió un vídeo homenaje a Abu Nur al-Andalusi. El documento audiovisual, de 19:30 minutos de duración, repasa su mostrando imágenes de la ciudad de Melilla donde vivió y de sus actividades dentro de la Khatiba. En el vídeo se le muestra manejando armamento, enseñando a manejar brújulas para navegar en el desierto o colocar cohetes para los ataques a instalaciones militares.